# Lauriston Castle (Aberdeenshire)
Lauriston Castle ist eine Spornburg bei St Cyrus in der schottischen Council Area Aberdeenshire. Die Burg steht auf einer Klippe etwa 1,7 km von der Nordseeküste entfernt. Einst war sie eine Königsburg und heute eine der ältesten, bewohnten Burgen in privater Hand in der Region. Historic Scotland hat Lauriston Castle als historisches Bauwerk der Kategorie C gelistet.

## Geschichte
Der Sage nach war der Ort eine Festung von Giric, Grig oder Gregor dem Großen, einem der letzten piktischen König (878–889). Das Gelände der Kirche von Ecclesgreig (frz.: „Eglise Grig“) liegt in der Nähe und nach seinem lateinischen Namen Ciricius wurde St Cyrus benannt.
Die erste Charta, in der Lauriston Castle erwähnt wird, stammt von 1243 und bald entwickelte sich die Burg in eine klassische Hofburg, um die in den schottischen Unabhängigkeitskriegen wild gekämpft wurde und die 1336 auf Geheiß König Eduards III. von England als Teil einer Kette von Plantagenet-Festungen verstärkt, da er hoffte, sie würden die Landung französischer Truppen zur Unterstützung der Schotten verhindern.
Einer der Ecktürme an der Kante der Klippe wurde in den 1500er-Jahren in ein typisches Herrenhaus integriert. Dieses Haus wiederum wurde in ein sehr großes georgianisches Landhaus in palladianischem Stil integriert, das 1765–1789 errichtet wurde.
Fast 450 Jahre lang wurde Lauriston Castle vom Clan Straton gehalten, dessen Wappen von 1292 zu den ältesten in Schottland gehört. Die eloquente Declaration of Arbroath, der berühmte Brief an Papst Johannes XXII. von 1320, unterzeichnet von den Earls und Baronen der Nation, trägt als letzte Unterschrift die von Alexander Straton.
Ein weiterer Straton, der „noble Knicht o’ Lauriston“ (dt.: edler Ritter von Lauriston), fiel 1411 in der Schlacht von Harlaw und kurz danach war sein Sohn in die Sheriff’s Kettle bezeichnete Affäre verwickelt. Die Barone von Mearns hatten sich über das hochnäsige Benehmen von John Melville of Glenbervie, dem Sheriff von Kincardineshire, beschwert und der Regent von König Jakob I., der Duke of Albany, drückte seine Erbitterung darüber aus, dass es ihn nicht kümmerte, wenn sie „den Lümmel kochten und die Brühe äßen.“ Eine Gruppe von Baronen nahm dies als königliche Erlaubnis, lockten Melville zu einer Jagdgesellschaft, tunkten ihn in einen Kessel und aßen, um das Komplott zu beenden, die Brühe.
Die Stratons aber prosperierten weiterhin auf Lauriston Castle und überlebten auch die Ereignisse von 1534, als David Straton sich mit der Kirche über die Zahlung des Zehntes für die Lachsfischerei zankte. Er weigerte sich, jeden zehnten Fisch dem Abt von Arbroath abzugeben und wies seine Diener an, “den zehnten Fisch wieder ins Meer zu werfen”. Er sagte, Gott könne seine Fische selbst fangen. Für diese Hinterziehung von Kirchensteuern wurde er nach Edinburgh gebracht und zum Tode verurteilt; er wurde so zu einem der ersten protestantischen Märtyrer in Schottland.
1695 waren die Stratons gezwungen, Lauriston Castle zu verkaufen. Unter der Charta für den neuen Besitzer, dem obersten Richter Sir James Falconer aus Phesdo, wurde das Anwesen ein eigenes Burgh of Barony mit einem Freihafen in Miltonhaven. Der Name des Baronats wurde ebenfalls auf „Miltonhaven“ geändert, aber Stürme in den 1790er-Jahren spülten sowohl den Hafen als auch das Dorf weg, sodass Lauriston das „abgesoffene Baronat“ (engl.: „Drown’d Barony“) genannt wurde. Im folgenden Jahrhundert wurden die Ländereien im modischen Picturesque-Stil mit Wasserfällen, Spazierwegen und einem 0,8 Hektar großen, eingefriedeten Garten ausgebaut.
Nach der Nutzung als Kaserne für die Royal Air Force im Zweiten Weltkrieg wurde das Landhaus abgerissen und für die Burg brachen laut Nigel Tranter „wirklich schlechte Zeiten an“.
Den Rittersaal und den Taubenschlag ließen William und Dorothy Newlands aus Lauriston Ende der 1980er-Jahre nach Plänen des Architekten Ian Begg restaurieren. Das Taubenhaus erhielt 1992 den Glenfiddich Living Scotland Award.